# William Tutty
William Tutty đáng kính (sinh năm 1715 –  mất ngày 24 tháng 11 năm 1754) là giáo sĩ nhà thờ Anh người đào tạo và thụ phong linh mục ở Anh. Ông đến Canada năm 1749 với tư cách là nhà truyền giáo cho Nova Scotia.
Tutty đáng kính mở Nhà thờ thánh Paul (Halifax) vào ngày 2 tháng 9 năm 1750, và nhà tổng linh mục trưởng đầu tiên (1750-54).